# Zdeněk Caudr
Zdeněk Caudr (* 9. listopadu 1949, Uherské Hradiště) je bývalý český fotbalista, záložník a obránce.

## Fotbalová kariéra
V československé lize hrál za Spartu Praha. Nastoupil ve 173 ligových utkáních a dal 6 gólů. V Poháru vítězů pohárů nastoupil v 5 utkáních a v Poháru UEFA ve 2 utkáních. Za olympijskou reprezentaci nastoupil v 1 utkání. Vítěz Československého poháru 1975/76 a 1979/80 a vítěz Českého a finalista Československého poháru 1974/75.

## Ligová bilance
| Ročník                                   | Zápasy | Góly | Minuty | Klub         |
| ---------------------------------------- | ------ | ---- | ------ | ------------ |
| 1. československá fotbalová liga 1974/75 | 11     | 1    | -      | Sparta Praha |
| 1. československá fotbalová liga 1976/77 | 30     | 3    | -      | Sparta Praha |
| 1. československá fotbalová liga 1977/78 | 27     | 1    | 2430   | Sparta Praha |
| 1. československá fotbalová liga 1978/79 | 20     | 0    | 1735   | Sparta Praha |
| 1. československá fotbalová liga 1979/80 | 23     | 1    | 1939   | Sparta Praha |
| 1. československá fotbalová liga 1980/81 | 21     | 0    | 1732   | Sparta Praha |
| 1. československá fotbalová liga 1981/82 | 25     | 0    | 2242   | Sparta Praha |
| 1. československá fotbalová liga 1982/83 | 16     | 0    | 1245   | Sparta Praha |
| CELKEM                                   | 173    | 6    | 11323  |              |